# Сердюков Олександр Михайлович
Олександр Михайлович Сердюков (нар. 19??, Російська імперія — пом. 19?? Українська РСР) — радянський український тренер.

## Кар'єра тренера
У 1937 році тренував дніпропетровське «Динамо», а в 1939 році — дніпропетровську «Сталь».